# Alstead, New Hampshire
Alstead (phát âm /ˈælstɛd/) là một thị xã thuộc quận Cheshire trong tiểu bang New Hampshire, Hoa Kỳ. Thành phố có diện tích km2, dân số theo điều tra năm 2000 của Cục điều tra dân số Hoa Kỳ là 1944 người, dân số năm 2009 là 2031 người .